# There's Know Place Like Home
There's Know Place Like Home es un álbum en vivo de la banda estadounidense de rock progresivo Kansas y fue publicado por InsideOut Music en formato de disco compacto y por la compañía Star City Recording Company en DVD en el año 2009.
Este álbum en directo fue grabado durante una presentación realizada en el auditorio de la Universidad Washburn, ubicada en la ciudad de Topeka, Kansas, Estados Unidos el 7 de febrero de 2009.  Durante este concierto hicieron acto de presencia antiguos miembros de la banda (Kerry Livgren y Steve Morse) así como la Orquesta Sinfónica de la Universidad Washburn, dirigida por el director de orquesta Larry Baird.
Las canciones enlistadas en este disco contienen elementos instrumentales sinfónicos y arreglos musicales compuestos por Baird.
En el mismo año la disquera Star City Recording Company lanzó una edición especial, la cual se compone de un DVD y dos discos compactos de dicho concierto.

## Lista de canciones

### Versión en formato de disco compacto
| Side one |                                     |                                             |          |  |
| N.º      | Título                              | Escritor(es)                                | Duración |  |
| 1.       | «Belexes»                           | Kerry Livgren                               | 5:43     |  |
| 2.       | «Point of Know Return»              | Steve Walsh / Phil Ehart / Robby Steinhardt | 3:25     |  |
| 3.       | «Song for America»                  | Kerry Livgren                               | 9:29     |  |
| 4.       | «Musicatto»                         | Walsh / Steve Morse                         | 3:22     |  |
| 5.       | «Ghosts/Rainmaker»                  | Walsh / Morse / Bob Ezrin                   | 4:32     |  |
| 6.       | «Nobody's Home»                     | Walsh / Livgren                             | 4:55     |  |
| 7.       | «Hold On»                           | Kerry Livgren                               | 5:07     |  |
| 8.       | «Icarus II»                         | Kerry Livgren                               | 6:57     |  |
| 9.       | «Icarus - Borne On Wings of Steel»  | Kerry Livgren                               | 6:37     |  |
| 10.      | «Miracles Out of Nowhere»           | Kerry Livgren                               | 6:45     |  |
| 11.      | «Fight Fire with Fire»              | John Elefante / Dino Elefante               | 4:20     |  |
| 12.      | «Dust in the Wind»                  | Kerry Livgren                               | 4:13     |  |
| 13.      | «Carry On Wayward Son»              | Kerry Livgren                               | 6:50     |  |
| 14.      | «Down the Road» (sesión vespertina) | Walsh / Livgren                             | 6:53     |  |

### Versión en DVD
| Side one |                                     |                            |          |  |
| N.º      | Título                              | Escritor(es)               | Duración |  |
| 1.       | «Howling at the Moon»               | Kerry Livgren              | 3:40     |  |
| 2.       | «Belexes»                           | Kerry Livgren              | 6:37     |  |
| 3.       | «Point of Know Return»              | Walsh / Ehart / Steinhardt | 4:25     |  |
| 4.       | «Song for America»                  | Kerry Livgren              | 9:39     |  |
| 5.       | «On the Other Side»                 | Kerry Livgren              | 7:51     |  |
| 6.       | «Musicatto»                         | Walsh / Morse              | 3:29     |  |
| 7.       | «Ghosts/Rainmaker»                  | Walsh / Morse / Ezrin      | 5:20     |  |
| 8.       | «Nobody's Home»                     | Walsh / Livgren            | 5:25     |  |
| 9.       | «Hold On»                           | Kerry Livgren              | 5:14     |  |
| 10.      | «Cheyenne Anthem»                   | Kerry Livgren              | 7:34     |  |
| 11.      | «Icarus II»                         | Kerry Livgren              | 7:26     |  |
| 12.      | «Icarus - Borne On Wings of Steel»  | Kerry Livgren              | 6:46     |  |
| 13.      | «Miracles Out of Nowhere»           | Kerry Livgren              | 6:50     |  |
| 14.      | «The Wall»                          | Walsh / Livgren            | 5:51     |  |
| 15.      | «Fight Fire with Fire»              | J. Elefante / D. Elefante  | 4:29     |  |
| 16.      | «Dust in the Wind»                  | Kerry Livgren              | 4:22     |  |
| 17.      | «Carry On Wayward Son»              | Kerry Livgren              | 7:01     |  |
| 18.      | «Down the Road» (sesión vespertina) | Walsh / Livgren            | 6:53     |  |

### Edición especial (CD + DVD)

#### Disco uno
| Side one |                        |                            |          |  |
| N.º      | Título                 | Escritor(es)               | Duración |  |
| 1.       | «Howling at the Moon»  | Kerry Livgren              | 3:40     |  |
| 2.       | «Belexes»              | Kerry Livgren              | 6:37     |  |
| 3.       | «Point of Know Return» | Walsh / Ehart / Steinhardt | 4:25     |  |
| 4.       | «Song for America»     | Kerry Livgren              | 9:39     |  |
| 5.       | «On the Other Side»    | Kerry Livgren              | 7:51     |  |
| 6.       | «Musicatto»            | Walsh / Morse              | 3:29     |  |
| 7.       | «Ghosts/Rainmaker»     | Walsh / Morse / Ezrin      | 5:20     |  |
| 8.       | «Nobody's Home»        | Walsh / Livgren            | 5:25     |  |
| 9.       | «Hold On»              | Kerry Livgren              | 5:14     |  |
| 10.      | «Cheyenne Anthem»      | Kerry Livgren              | 7:34     |  |

#### Disco dos
| Side one |                                     |                           |          |  |
| N.º      | Título                              | Escritor(es)              | Duración |  |
| 11.      | «Icarus II»                         | Kerry Livgren             | 7:26     |  |
| 12.      | «Icarus - Borne On Wings of Steel»  | Kerry Livgren             | 6:46     |  |
| 13.      | «Miracles Out of Nowhere»           | Kerry Livgren             | 6:50     |  |
| 14.      | «The Wall»                          | Walsh / Livgren           | 5:51     |  |
| 15.      | «Fight Fire with Fire»              | J. Elefante / D. Elefante | 4:29     |  |
| 16.      | «Dust in the Wind»                  | Kerry Livgren             | 4:22     |  |
| 17.      | «Carry On Wayward Son»              | Kerry Livgren             | 7:01     |  |
| 18.      | «Down the Road» (sesión vespertina) | Walsh / Livgren           | 6:53     |  |

#### DVD
| Side one |                                     |                            |          |  |
| N.º      | Título                              | Escritor(es)               | Duración |  |
| 1.       | «Howling at the Moon»               | Kerry Livgren              | 3:40     |  |
| 2.       | «Belexes»                           | Kerry Livgren              | 6:37     |  |
| 3.       | «Point of Know Return»              | Walsh / Ehart / Steinhardt | 4:25     |  |
| 4.       | «Song for America»                  | Kerry Livgren              | 9:39     |  |
| 5.       | «On the Other Side»                 | Kerry Livgren              | 7:51     |  |
| 6.       | «Musicatto»                         | Walsh / Morse              | 3:29     |  |
| 7.       | «Ghosts/Rainmaker»                  | Walsh / Morse / Ezrin      | 5:20     |  |
| 8.       | «Nobody's Home»                     | Walsh / Livgren            | 5:25     |  |
| 9.       | «Hold On»                           | Kerry Livgren              | 5:14     |  |
| 10.      | «Cheyenne Anthem»                   | Kerry Livgren              | 7:34     |  |
| 11.      | «Icarus II»                         | Kerry Livgren              | 7:26     |  |
| 12.      | «Icarus - Borne On Wings of Steel»  | Kerry Livgren              | 6:46     |  |
| 13.      | «Miracles Out of Nowhere»           | Kerry Livgren              | 6:50     |  |
| 14.      | «The Wall»                          | Walsh / Livgren            | 5:51     |  |
| 15.      | «Fight Fire with Fire»              | J. Elefante / D. Elefante  | 4:29     |  |
| 16.      | «Dust in the Wind»                  | Kerry Livgren              | 4:22     |  |
| 17.      | «Carry On Wayward Son»              | Kerry Livgren              | 7:01     |  |
| 18.      | «Down the Road» (sesión vespertina) | Walsh / Livgren            | 6:53     |  |

## Créditos

### Kansas
- Steve Walsh — voz principal y teclados
- Rich Williams — guitarra acústica y guitarra eléctrica
- David Ragsdale — violín, guitarra y coros
- Billy Greer — bajo, guitarra acústica y coros
- Phil Ehart — batería y director

### Músicos invitados
- Kerry Livgren
- Steve Morse

### Músicos adicionales
- Larry Baird — director de orquesta
- Jeff Glixman — director
- Zak Rizvi — director
- Alex Wise — director de orquesta asistente
- Christopher Roth — flauta
- José Salazar — oboe principal
- Matthew Bell — percusiones y timbales
- Brandon Graves — percusiones y timbales
- Raúl A. Rodríguez — trompa principal
- Neil NcKay — trombón
- James Kirkwood — trompeta
- Carlos Cabezas — violín principal
- Mario Martín Zelaya — violín

### Personal de producción
- Jeff Glixman — productor y mezclador
- Darcy Proper — masterizador
- Jonathan Beckner — posproducción
- Steve Rawls — posproducción